# El Kelaâ des Sraghna
El Kelaâ des Sraghna (arabisch قلعة السراغنة, qalʿat as-sarāḡina oder auch Kalaat Sraghna) ist die Hauptstadt der gleichnamigen Provinz in der Region Marrakesch-Safi in Marokko.

## Lage und Klima
Die Großstadt El Kelaâ des Sraghna liegt ca. 86 km nordöstlich von Marrakesch bzw. ca. 105 km südwestlich von Beni Mellal in einer Höhe von ca. 400–400 m. Das Klima ist warm bis heiß; Regen (ca. 200 mm/Jahr) fällt überwiegend im Winterhalbjahr.

## Bevölkerung
| Jahr      | 1994   | 2004   | 2014   | 2024    |
| Einwohner | 51.404 | 68.694 | 95.224 | 106.418 |

Die Bevölkerung besteht nahezu ausnahmslos aus zugewanderten Berbern verschiedener Stämme.

## Wirtschaft
Die Stadt ist das Zentrum einer landwirtschaftlich orientierten Region, in der vor allem Oliven produziert werden.

## Geschichte
Die Ursprünge der Stadt liegen im Dunkeln; es könnte eine Gründung in der Zeit der Almoraviden sein, aber auch spätere Datierungen werden für möglich gehalten. Zu Beginn des 20. Jahrhunderts war sie ein kleiner Marktort; einen leichten Aufschwung erlebte sie bereits während der französischen Protektoratszeit, doch erst nach der Unabhängigkeit Marokkos (1956) wuchs sie zur heutigen Größe heran.

## Sehenswürdigkeiten
Die Stadt hat keine historisch oder kulturell bedeutsamen Sehenswürdigkeiten.